# アナログマ
アナログマもしくはアナロ熊（アナロぐま、Analoguma、2009年4月27日 - 2011年7月24日?）とは2009年に電子掲示板・2ちゃんねるで既存のアスキーアート (AA) を元に創作された熊の姿をしたキャラクターである。
「2011年7月24日の地上アナログテレビジョン放送終了に向けて、『受信を停止して地デジカを倒そう！』を推進するために生まれたゆるキャラ」とされた。

## 概要
地上デジタルテレビ放送推進キャラクターとして、自身の起こした不祥事により一時降板を余儀なくされた草彅剛と入れ替わるような形で採用された日本民間放送連盟（民放連）のマスコットキャラクター・地デジカに対するアンチテーゼとして生まれた。
アナログマが登場した背景には地デジカが発表直後より話題になり様々なパロディ創作が生まれた事に対し、民放連が否定的なコメントを出したことに対する反発がある。アナログマは著作権フリー。
既存のAAキャラクターであるクマーの頭に八木・宇田アンテナを付ける形でデザインされた。アナログ放送に特有でデジタル放送では原理的に起こり得ないゴースト現象を表現し、微妙に二重になった像など様々なバリエーションが存在する。
有志により作られた地デジカの公式サイトを模した「アナログマ公式サイト」や関連作品としてニコニコ動画で発表された『アナロ熊のうた』（「熊」は漢字表記）、Tシャツなども登場している。『アナロ熊のうた』は音楽配信サイトで有料配信されているが、配信元であるビクターエンタテインメントのサイトでは「JASRACには登録しておりません」と記載されている。

## 沿革
- 2009年
  - 4月27日 - 民放連が地上デジタルテレビジョン放送推進キャラクター・地デジカを発表。
  - 4月28日 - 2時5分、2ちゃんねる・ニュース速報板に立てられたスレッドでアナログマが初めて登場する。以後、民放連が地デジカの二次創作に否定的見解を表明したことに対する反発からアナログマのAAや自作イラストには「※著作権はありません」の注意書きを入れるのが慣例となる。
  - 4月29日 - 0時0分、koushirou（卑屈P）がニコニコ動画に「アナロ熊のうた」を投稿。
  - 5月30日 - 秋葉原・三月兎3号店で開催されたワンダーTシャツフェスティバルでスモールデザイン製作のアナログマTシャツが出品される。このTシャツは同社のサイトで通信販売も行っている[3]。
  - 6月17日 - 「アナログ (6)、い〜な (17)」の語呂合わせでビクターエンタテインメントが「アナロ熊のうた」の配信を開始。当日のレコチョク・着うたデイリーランキングで初登場5位を記録[4]。
  - 6月19日 - TBS系列のテレビ番組『みのもんたの朝ズバッ!』で『アナロ熊のうた』とアナログマが紹介される。また、同日放送のテレビ朝日系列のテレビ番組『ミュージックステーション』でも『アナロ熊のうた』の着うたが次のヒットを予感させる着うたとして紹介される[5]。
- 2011年
  - 7月24日 - 正午に地上アナログテレビジョン放送が終了したため[6]、アナログマは役目を終えた。同日、秋葉原のゲーム関連ショップ「SOUTHTOWN437」にて葬儀が執り行われた。

## プロフィール
有志により製作された「公式サイト」には以下のプロフィールが掲載されている。
- 誕生日：2009年4月27日 - 地デジカが発表された日
- 死去日（命日）：2011年7月24日 - 地デジカの「完了日」と同じ
- 生息地：日本（視聴者） - 地デジカは「日本（民放テレビ局）」
- 身長：1m - 地デジカと同じ
- 体重：15〜20kg - 地デジカと同じ
- 特技：○○○ビローん
- 短所：そんな餌で俺様が釣られクマーー!
- 長所：あばばばばば
- 好きな食べ物：鹿
- 嫌いな食べ物：サラダ - 地デジカの好きな食べ物

## AAによる表現
```
　 　 　 ┼╂┼
　 　 ∩＿┃＿∩
　 　 | ノ　　　　　 ヽ
　 　/　　●　　　● |　　　
　　 |　　　　( _●_)　 ミ　　　
　　彡､　　　|∪|　　､｀＼　　　
　 /　＿＿　ヽノ　/´,>　 )
　(＿＿＿）　　　/　(_／
　　|　　　　　　 /
　　|　　／＼　＼
　　|　/　　　 )　 )
　　∪　　　 （　 ＼
　　　　　　　 ＼＿)

　　　 　 ┼╂┼┼
　　　 ∩＿┃┃∩∩
　　　 | ノ　　　　　 ヽヽ
　　　/　　●　　　●●|　TVのゴースト現象
　　 |　　　　( _●_)　 ミミ
　　彡､　　　|∪|　　､｀＼＼
　 /　＿＿　ヽノ　/´,>　 ) )
　(＿＿＿）　　　/　(_／／
　　|　　　　　　 //
　　|　　／＼　＼＼
　　|　/　　　 )　 ) )
　　∪　　　 （　 ＼＼
　　　　　　　 ＼＿))

　　　　　　　　　　　　　2009　　　　　　2010　　　　　　2011　7月
　　　　 　┼╂┼ 　─┴─────┴─────┴──┸─
　　 　 ∩＿┃＿∩　　　/)
　　 　 | ノ　　　　　 ヽ　 ( i )))
　　 　/　　●　　　● | /　/　　　2011年7月24日まで
　 　 |　　　　( _●_)　 |ﾉ　/　　　　　もう余裕がないクマー
　 　彡､　　　|∪|　　　　,/ 　　
　　／　　　　ヽノ　　　/´ 　　　
　/　　　アナロ熊　　/

　　　　　 　┼╂┼
　　　　┏┓ 　┃　 ┏┓
　 　 　┃┗━┻━┛┃
　 　 　┃　■ 　 　■ ┃
　 　┏┛ 　 ┃■┃　┃
　 　┃ 　 　 ┣┫ 　　┗━┓
　 　┃ 　 　 ┗┛　┏━┓┃
　 　┃ 　━┓ 　 　┃ 　┗┛
　 　┗┳━┛ 　 　┃
　 　 　┃ 　┏━┓┗┓
　 　 　┃┏┛ 　┗┓┗┓
　 　 　┗┛ 　 　 　┗┓┃ ば、馬鹿な…この私がデジタｒ10111001000
　 　 　 　 　 　 　 　 　┗┛ 
```